# 埃斯特朗然-省府站
埃斯特朗然-省府站，简称"埃斯特朗然站"，是法国东南部城市马赛的一个地铁车站，位于马赛地铁1号线上。

## 站名
"埃斯特朗然"一名来源于附近的埃斯特朗然-帕斯特雷广场。"省府"为该站的副站名，因靠近罗讷河口省的省政府而得名。

## 位置
埃斯特朗然-省府站位于马赛的老城区南部，属于6区。车站呈南北走向，是一个地下车站，有自动扶梯连接地面。

## 设施
埃斯特朗然-省府站站内设有自动售票机及无障碍设施。

## 站台设置
| 东↑ |      |                              |
|     |      | 玫瑰-贡贝尔城堡科技园站方向← |
|     | 岛式 |                              |
|     |      | 拉富拉热尔站方向→            |
| 西↓ |      |                              |

## 配套交通

### 城市公共交通
| 埃斯特朗然-省府站附近的公共交通线路 |            |          |
| 公交车站名称                        | 位置       | 停靠线路 |
| 埃斯特朗然                          | 地铁站附近 |          |
| 1.                                  |            |          |

此外，当地铁线路发生故障或施工时，马赛交通局可能提供临时摆渡车。

## 临近车站
| 埃斯特朗然-省府站（Estrangin - Préfecture） |               |                   |
| 上行车站                                    | 线路          | 下行车站          |
| 老港-市政厅站 610m ←                        | 马赛地铁1号线 | 卡斯泰朗站 → 760m |
| - 本表仅显示运营中的线路及车站              |               |                   |